# Романовка (Ананьевский район)
Романовка (укр. Романівка) — село, относится к Ананьевскому району Одесской области Украины.
Население по переписи 2001 года составляло 690 человек. Почтовый индекс — 66433. Телефонный код — 4863. Занимает площадь 1,73 км². Код КОАТУУ — 5120285001.

## Местный совет
66433, Одесская обл., Ананьевский р-н, с. Романовка